# Лука Плоче
Лука Плоче је приморска лука у Плочама, близу ушћа реке Неретве на обали Јадранског мора. Званично је отворена 1945. године након што је изграђена железничка пруга као пут за снабдевање за повезивање локације са индустријским објектима у сарајевском и мостарском подручју Босне и Херцеговине, која је тада била део Југославије. Године 2010. је рангирана као друга највећа теретна лука у Хрватској, након луке Ријека, са пропусношћу терета од 4,5 милиона тона који се углавном састоје од генералног терета и расутих терета, укључујући 20.420 ТЕУ контејнера. Лука Плоче је у 2008. години забележила 2555 упловљавања бродова.
Бележи сталан раст и развој од 1945. године, али је претрпела нагли пад између 1991. и 1996. због ратова у Босни и Хрватској. Крајем 2000-их Лука Плоче дд, примарни концесионар, кренуо је са планом улагања са циљем значајног повећања обима лучког пословања. Средства су осигурана 2007. године, а Лука Плоче дд планира уложити 91 милиона € лучкој инфраструктури и око 180 милиона евра у лучкој опреми до 2014.

## Историја
Године 1936. одлучено је да се развије лука Плоче јер је локалитет на ушћу Неретве на јадранској обали представљао природни излаз за привреду Босне и Херцеговине која је тада била у саставу Краљевине Југославије. Припреме су укључивале изградњу пруге између Метковића и Плоча, као продужетка пруге од Сарајева. Пруга је завршена 1942., три године након што је градња луке започета. Радови су одложени почетком Другог светског рата, али су настављени 1945. након модернизације пруге Сарајево – Плоче.
Лука је званично почела са радом 15. јула 1945. године, обављајући увоз угља и житарица и извоз боксита и дрвне грађе. Пруга је обновљена до стандардног колосека 1966. године, а електрична вуча је постављена 1969. како би се повећала пропусност луке, која је за неколико година достигла милион тона. Развој луке је трајао до 1991. када су хрватски рат за независност и рат у Босни довели до петогодишњег пада, што је утицало не само на доступност луке већ и на њено примарно тржиште. Хрватска и Федерација Босне и Херцеговине су 1996. године потписале споразум о Плочама, којим се регулише несметан пролаз робе између Босне и Херцеговине и Луке Плоче и прописује да такав терет треба да буде бесцарински. Спровођење уговора везано је за трајање Неумског споразума.
Лука Плоче је 2006. године започела развој новог терминала за расуте терете, новог контејнерског терминала и дистрибутивног центра, имплементацију информатичких система у лучким објектима и операцијама, те јачање логистичке подршке за повећање конкурентности транспортне руте Плоче. Финансирање од 91 милиона € је одобрено 20. новембра 2006. године, а састоји се од 58,8 евра милиона зајма Светске банке, 11,2 милиона евра кредита Европске банке за обнову и развој и обезбеђење од 21 милиона евра од стране Хрватске. До августа 2010. потрошено је 44,2 милиона евра од укупног износа и отворен је нови контејнерски терминал.
Лучку управу Плоче основала је Влада Хрватске 13. фебруара 1997. године ради надгледања изградње, одржавања, администрације, заштите и промоције Луке Плоче. Од 1998. године, генералне и расуте терете у луци управља Лука Плоче дд и развој је настављен. Луки Плоче је 2009, након преговора са Лучком управом Плоче, одобрено продужење уговора о концесији за претовар терета у луци на тридесет и две године. Уговором се од лучке управе захтева да унапреди инфраструктуру, а Лука Плоче да инвестира у нову опрему за руковање теретом. Хрватска влада сматра Луку Плоче једном од шест морских лука од националног интереса.

## Транспортни капацитети
Лука Плоче налази се на обали Јадранског мора у подручју реке Неретве. Његови објекти обухватају терминале и друге објекте у Плочама и Метковићу, који лежи на Неретви око двадесет километара у унутрашњости источно од Плоча. Лука Плоче налази се на јужном крају паневропског транспортног коридора В, крак Ц, који представља поморски продужетак железничких и друмских праваца који воде ка и из подручја Плоча. Ове руте обухватају модерне путеве као што су хрватски аутопут А1, до којег се долази преко Д425 и Д513, који је део европске руте Е65 и повезује Загреб, Будимпешту и Беч и босанскохерцеговачки А1 и планирани хрватски аутопут А10, који су делови европске руте Е73. Сви лучки пристаништа повезани су пругама повезаним на пругу за Мостар, Сарајево, Осијек и даље на север према Будимпешти.
Лука се састоји од неколико терминала:
- Терминал за генералне терете – обрађује храну, сточну храну, памук, дуван и индустријске производе. Има капацитете за прераду, паковање и складиштење, шест лежајева и газ од 9,2 метара.[13]
- Терминал за расуте терете – обрађује угаљ, гвоздену руду, сирово гвожђе, старо гвожђе, фосфате и пепео. Има складишта, три лежаја и газ од тринаест метара што омогућава претовар 15.000 тона терета дневно.[14]
- Терминал за течне терете – рукује горивом и другим течним теретом. Има 92.000 кубних метара укупног складишног капацитета, један лежај и газ од дванаест метара. Својим објектима за складиштење и претовар терета управља Лука Плоче Трговина д.о.о. и Нафтни терминали Федерације д.о.о. (НТФ). НТФ је у власништву Федерације Босне и Херцеговине.[15]
- Терминал за житарице – обавља претовар, паковање и складиштење житарица и уљарица, капацитета четрсто тона на сат. Има један лежај, 45.000 тона складишног капацитета и газ од 9,8 метара.[16]
- Дрвни терминал – рукује, складишти и обрађује дрво. Има један лежај и газ од 9,2 метра.[17]
- Терминал за глиницу и нафтни кокс – рукује глиницом и петролеј коксом. Има газ од 9,2 метра, за глиницу има капацитет складиштења од 20.000 тона и капацитет претовара од 600 тона на сат, за нафтни кокс има 10.000 тона складишног капацитета и 260 тона дневног претоварног капацитета.[18]
- Терминал за расути цемент – има капацитет претовара од двеста тона на сат и капацитет складиштења од 4000 тона. Део је Пословне јединице Метковић која се налази у Метковићу на реци Неретви, која је на локалитету дубока пет метара.[19]
- Терминал генералних терета (Метковић) – поред терминала за расути цемент, који је део пословне јединице Метковић.[19]
- Терминал за шљаку – капацитет складишта од 10.000 тона поред терминала за расути цемент, који је део пословне јединице Метковић.[19]
- Путнички терминал – два привезишта: примарни вез се користи за међународни транспорт и прихвата пловила укупне дужине до 120 м, са газом од осам метара, а секундарни вез се користи за локални и међународни транспорт и прихвата пловила укупне дужине до 65 метара, са газом од пет метара.[20]

## Пословне операције
Лука Плоче је друга највећа теретна лука у Хрватској, која углавном опслужује Босну и Херцеговину, заједно са неким локалним и регионалним корисницима. Луком управља Лучка управа Плоче, а Лука Плоче дд је примарни концесионар. Подизвођачи који управљају објектима терминала за течне терете су Нафтни Терминали Федерације доо и Лука Плоче Трговина доо, док транзит путника и возила обавља Јадролинија. Трајекти Јадролиније плове између Плоча и Трпња на полуострву Пељешцу и државним путем Д415. Године 2009. на трајектној линији је остварен годишњи просечни дневни саобраћај од сто четрдесет и три возила. Током лета обим се повећао на триста осамдесет и три возила у просеку. Године 2009. на трајектној линији је остварен годишњи просечни дневни саобраћај од сто четрдесет и три возила. Током лета обим се повећао на триста осамдесет и три возила у просеку.
Лука Плоче је у 2008. години забележила 2555 упловљавања бродова, сто шест у Метковићу, а остало у Плочама. У истом периоду, Путнички терминал је забележио 145.945 долазака и одлазака путника.
2007. планиране су даље инвестиције поред изградње новог терминала за терминалну опрему за расуте терете у вредности од осамдесет милиона евра, за терминалну опрему за терет у вредности од једанаест милиона евра, замена опреме у лучким објектима пре 2007. у вредности од двадесет и шест милиона евра и реконструкција терминала за течне терете у вредности од седамдесет милиона евра. Ове инвестиције су првобитно биле планиране за 2007—2014, али је темпо развоја спорији од очекиваног, а до 2010. примећена су кашњења од годину до две. Предвиђено је да се потребна надградња финансира кроз уговоре јавних-приватних партнерствa. Инвестиције од 2007. и планиране од 2011. имају за циљ повећање пропусности луке са осам на десет милиона тона терета годишње.